# 粥狀梗塞性腎病
粥狀梗塞性腎病（Atheroembolic renal disease，簡稱AERD），是一種與動脈粥樣硬化相關的病症，可能由通波仔手術引起的後遺症，使血管內的膽固醇結晶流至腎臟而造成的梗塞病變。通常會在年長人士或糖尿病人身上發生。可透過改善血糖改善病況。

## 參看
- 橙樹化痰素